# Лантаж
Ланта́ж (фр. Lantages) — коммуна во Франции, находится в регионе Шампань — Арденны. Департамент — Об. Входит в состав кантона Шаурс. Округ коммуны — Труа.
Код INSEE коммуны — 10188.
Коммуна расположена приблизительно в 165 км к юго-востоку от Парижа, в 100 км южнее Шалон-ан-Шампани, в 27 км к югу от Труа.

## Население
Население коммуны на 2008 год составляло 244 человека.
| 1962 | 1968 | 1975 | 1982 | 1990 | 1999 | 2008 |
| ---- | ---- | ---- | ---- | ---- | ---- | ---- |
| 212  | 174  | 171  | 166  | 204  | 216  | 244  |

## Администрация
| Период | Период | Фамилия         | Партия | Примечания |
| ------ | ------ | --------------- | ------ | ---------- |
| 1937   | 1945   | Альфред Шарль   |        |            |
| 1945   | 1977   | Мариус Торе     |        |            |
| 1977   | 1989   | Марсель Торе    |        |            |
| 1989   | 1998   | Бернар Кутор    |        |            |
| 1998   | 2014   | Мишель Бардонне |        |            |

## Экономика

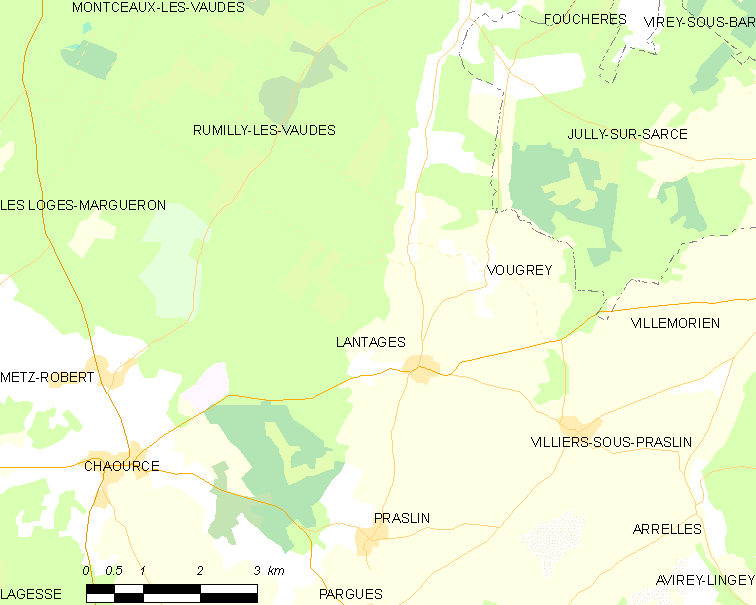
Карта коммуны

В 2007 году среди 160 человек в трудоспособном возрасте (15—64 лет) 120 были экономически активными, 40 — неактивными (показатель активности — 75,0 %, в 1999 году было 62,6 %). Из 120 активных работали 106 человек (61 мужчина и 45 женщин), безработных было 14 (5 мужчин и 9 женщин). Среди 40 неактивных 10 человек были учениками или студентами, 18 — пенсионерами, 12 были неактивными по другим причинам.